# Ridö-Sundbyholmsarkipelagen (del i Västmanlands län)
Ridö-Sundbyholmsarkipelagen är ett naturreservat på gränsen mellan Västmanlands och Södermanlands län. Området ligger i kommunerna Västerås, Eskilstuna samt till en mindre del även i Strängnäs. Området ligger ett par kilometer om Västerås och direkt norr om naturvårdsområdet Sundbyholm. Naturreservatet består av vatten och ungefär 160 öar och holmar. Bland de större öarna märks Ridön, Sundbyholmsön, Aggarön och Nysslingen. Området ingår i Natura 2000.

## Naturreservatet
Naturreservatet bildades år 1984 och reviderades i mitten av 2008. En mindre revidering gjordes även i december 2008.
Syftet med naturreservatet är att "bevara och utveckla naturvärden knutna till bland annat den rika förekomsten av lövskog, särskilt ädellövskog". Även bevarandet av "ett Mälarlandskap som präglats av agrart nyttjande" framhålls. Området är även attraktivt för friluftslivet i form av båtverksamhet med ett flertal klubbar som har anläggningar här.
Naturreservatet omfattar över 8 500 hektar varav cirka 1 700 består av land. Huvuddelen av reservatet ligger i Västmanlands län med 3 000 hektar i Södermanland, Ridö-Sundbyholmsarkipelagen (del i Södermanlands län) Öarna är huvudsakligen beväxta med äldre ädellövskog och ofta botaniskt rika. Här finns bland annat myskmadra, mistel, skogsbingel och tandrot samt ett flertal rödlistade svampar. Fladdermöss finns på grund av mängden ihåliga, äldre lövträd. Ett 100-tal häckande fågelarter finns här, bland annat näktergal och stenknäck samt flera hackspettar. Inom Ridö-Sundbyholmsarkipelagen finns ett tiotal insektsarter som inte förekommer på något annat ställe i Sverige.

### Fornminnen
I naturreservatet finns några fornlämningar, främst i form av gravar på Ridön och Aggarön.

## Bilder

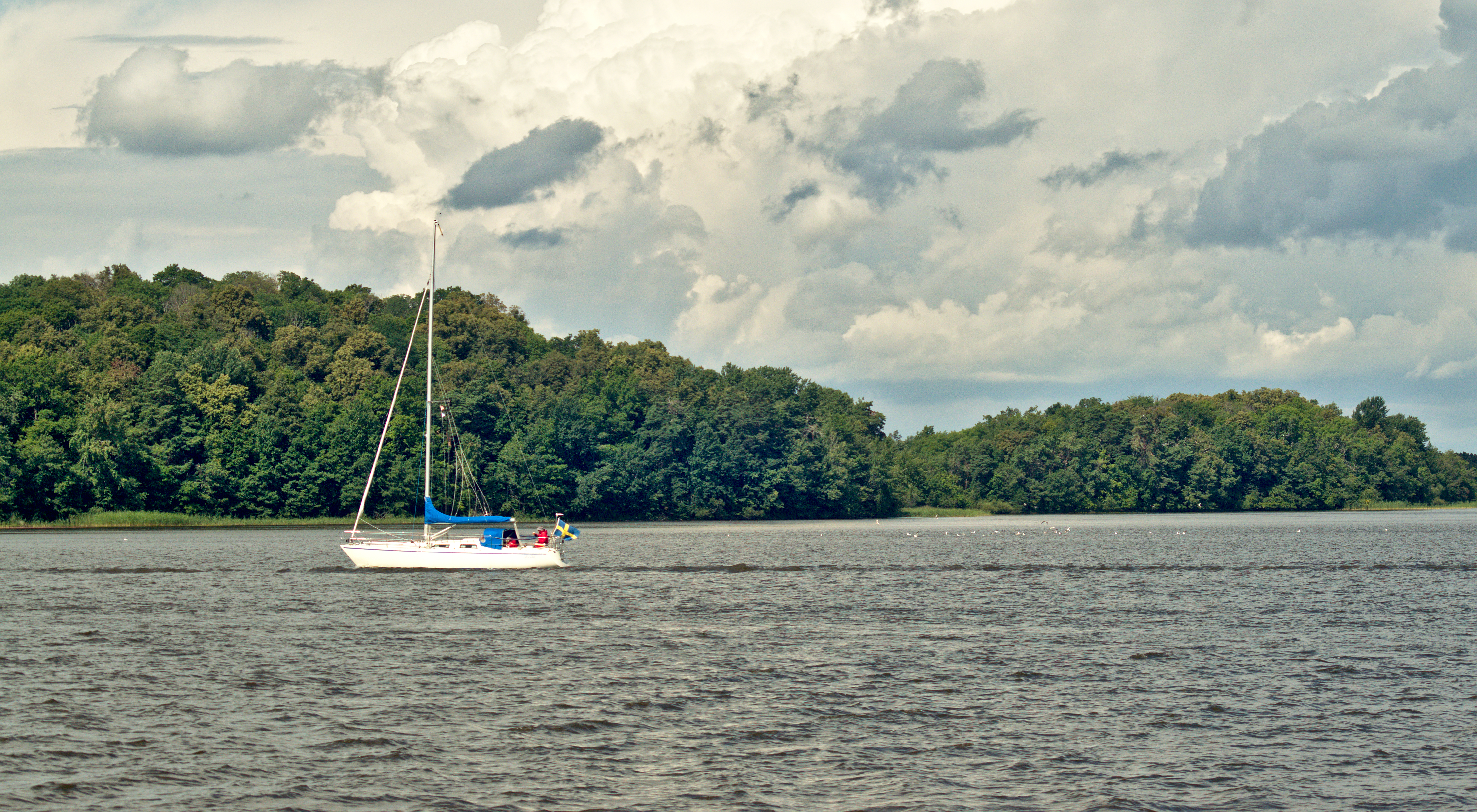
Segelbåt framför Räfsgarn.
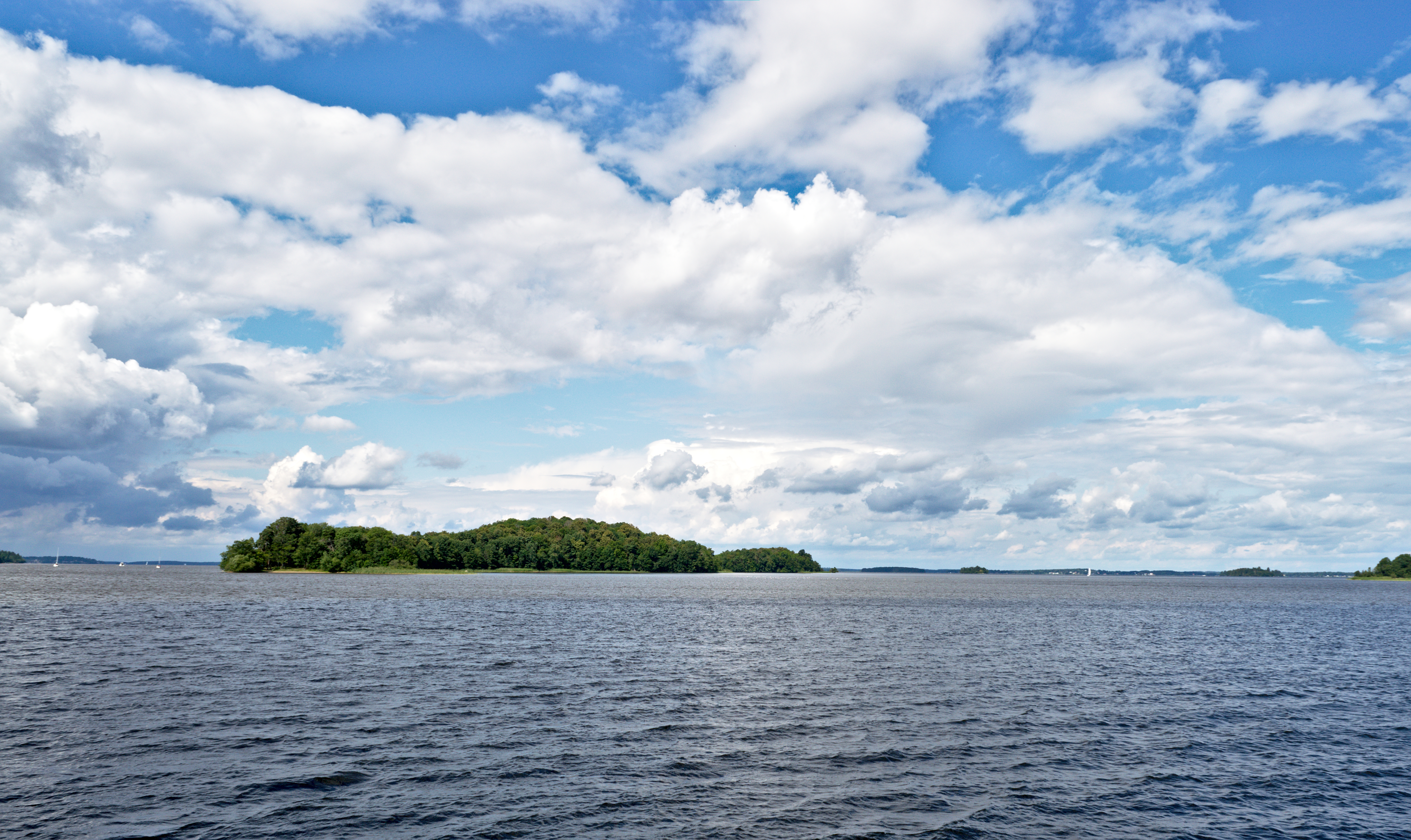
Räfsgarn, till höger skymtar Tidö-Lindö.